# Francis Ryan
Francis John Ryan (ur. 10 stycznia 1908 w Filadelfii, zm. 14 października 1977 tamże) – amerykański piłkarz występujący na pozycji napastnika, reprezentant Stanów Zjednoczonych, olimpijczyk, trener piłkarski.

## Kariera klubowa
Ryan dorastał w Filadelfii w Pensylwanii, gdzie grał w piłkę nożną we Frankford High School. Grał także w drużynie Lighthouse Boys Club. 
W 1929 podpisał kontrakt z New York Galicia. Po jednym sezonie wrócił do Lighthouse Boys Club. Po raz kolejny spędził tylko jeden sezon w Lighthouse, zanim w 1931 roku przeniósł się do Philadelphia German-Americans.
Wraz z drużyną w 1933 dołączył do American Soccer League (ASL). German-Americans wygrali mistrzostwa ASL w latach 1934–1935 i National Challenge Cup w 1936. 

## Kariera reprezentacyjna
Ryan został powołany na Igrzyska Olimpijskie 1928 rozgrywane w Amsterdamie. Debiut w drużynie narodowej zaliczył 28 maja 1928 roku w przegranym 2:11 spotkaniu z Argentyną, rozgrywanym w ramach Igrzysk. 
Następny mecz rozegrał przeciwko reprezentacji Polski w Warszawie zremisowanym 3:3, w którym to strzelił jedyną bramkę w reprezentacji. 
W 1934 został powołany na Mistrzostwa Świata rozgrywane we Włoszech. Wystąpił w spotkaniu z reprezentacją gospodarzy, przegranym 1:7. 
Po raz ostatni w drużynie narodowej zagrał 3 sierpnia 1936 w przegranym 0:1 meczu z Włochami, rozgrywanym podczas Igrzysk Olimpijskich 1936 w Berlinie. Łącznie Ryan w latach 1928–1936 zagrał w 4 spotkaniach kadry USA, w których strzelił jedną bramkę.
| Mecze i gole w reprezentacji | Mecze i gole w reprezentacji | Mecze i gole w reprezentacji | Mecze i gole w reprezentacji | Mecze i gole w reprezentacji | Mecze i gole w reprezentacji | Mecze i gole w reprezentacji |
| #                            | Data                         | Miasto                       | Przeciwnik                   | Gol                          | Wynik                        | Rozgrywki                    |
| ---------------------------- | ---------------------------- | ---------------------------- | ---------------------------- | ---------------------------- | ---------------------------- | ---------------------------- |
| 1.                           | 28.05.1928                   | Amsterdam                    | Argentyna                    |                              | 2:11                         | IO 1928                      |
| 2.                           | 10.06.1928                   | Warszawa                     | Polska                       | Gol                          | 3:3                          | towarzyski                   |
| 3.                           | 27.05.1934                   | Rzym                         | Włochy                       |                              | 1:7                          | MŚ 1934                      |
| 4.                           | 03.08.1936                   | Berlin                       | Włochy                       |                              | 0:1                          | IO 1936                      |

## Kariera trenerska
W latach 1946–1947 trenował zespół St. Louis Raiders.

## Sukcesy
Philadelphia German-Americans
- National Amateur Cup (2): 1935, 1936
- US Open Cup (1): 1936